# Vitkindad myrfågel
Vitkindad myrfågel (Gymnopithys leucaspis) är en fågel i familjen myrfåglar inom ordningen tättingar.

## Utseende och läte
Vitkindad myrfågel är en karakteristisk myrfågel med ljus ögonring, snövit undersida och roströd ovansida. Den är vidare svart på kinden och i ett ögonbrynsstreck som löper vidare utmed halssidan och nerför flankerna. Lätet består av hårda och fallande ljud. 

## Utbredning och systematik
Vitkindad myrfågel delas in i fyra underarter:
- G. l. leucaspis – förekommer i tropiska östra Colombia
- G. l. castaneus – förekommer i östra Ecuador och nordöstra Peru norr om Marañónfloden
- G. l. lateralis – förekommer i nordvästra Amazonområdet i Brasilien
- G. l. peruanus – förekommer i nordcentrala Peru, söder om Marañónfloden

## Levnadssätt
Vitkindad myrfågel hittas i låglänt regnskog. Flertal individer kan påträffas vid stora svärmar av vandringsmyror.

## Status och hot
Arten har ett stort utbredningsområde, men tros minska i antal, dock inte tillräckligt kraftigt för att den ska betraktas som hotad. Internationella naturvårdsunionen IUCN listar arten som livskraftig (LC).